# Фъргъсън (езеро)
Езерото Фъргюсън (на английски: Ferguson Lake) е 15-о по големина езеро в територия Нунавут. Площта му, заедно с островите в него е 588 km², която му отрежда 74-то място сред езерата на Канада. Площта само на водното огледало без островите е 562 km². Надморската височина на водата е 11 m.
Езерото се намира в югоизточната част на остров Виктория на Канадския Арктичен архипелаг, на 30 km северно от селището Кеймбридж Бей. Дължината му от запад на изток е 74 km, а максималната му ширина – 11 km.
Фъргюсън има слабо разчленена брегова линия, без характерните за канадските езера заливи, полуострови, протоци и острови. Площта на всичките островите в него е 26 km², като в източната му част има голям безименен остров.
От изток в езерото се влива река Екалук, която след като премине през него, изтича от западния му ъгъл и след 3,5 km се влива в залива Уелингтън на Северния ледовит океан.
Бреговете на езерото са обиталище на хиляди стада елени карибу, овцебикове, полярни зайци и полярни яребици.
Езерото Фъргюсън е открито през лятото на 1851 г. от шотландския полярен изследовател Джон Рей и по-късно е кръстено в чест на директора на Канадската кралска конна полиция Фъргюсън.